# Monardella beneolens
Monardella beneolens är en kransblommig växtart som beskrevs av Shevock, Ertter och Jokerst. Monardella beneolens ingår i släktet Monardella och familjen kransblommiga växter. Inga underarter finns listade i Catalogue of Life.